# Jakob Friedrich Reiff
Jakob Friedrich von Reiff (anobli en 1841), né le 23 décembre 1810 à Vaihingen et mort le 6 juillet 1879 à Tübingen, est un philosophe wurtembergeois, professeur de philosophie à Tübingen. 

## Carrière
Après être parti de l'école de Hegel, il s'est rattaché à celle de Fichte, en donnant le pas à la raison pratique sur la raison théorique et aux décisions de la volonté sur les catégories logiques. 
Outre des articles insérés dans divers recueils, on lui doit plusieurs ouvrages dont les principaux sont : 
- Der Anfang der Philosophie, mit einer Grundlegung der Enzyklopädie der philosophischen Wissenschaften (« le commencement de la philosophie avec un exposé des fondements de l'encyclopédie des sciences philosophiques (Stuttgart 1840) ») ;
- Das System der Willensbestimmungen (« le système des décisions de la volonté ») (Tübingen 1842) ;
- Über einige wichtige Punkte in der Philosophie (« sur quelques points importants de la philosophie ») (1843) ;
- Über die Hegel'sche Dialektik (« sur la dialectique de Hegel ») (1866), etc.[1].

Parmi ses étudiants, on compte Albert Schwegler, Hans Vaihinger et Johan Vilhelm Snellman.